# 마스크 2 - 마스크의 아들
《마스크 2 - 마스크의 아들》(Son Of The Mask)은 미국에서 제작된 로렌스 구터먼 감독의 2005년 슈퍼히어로 코미디, 액션, 모험, 판타지 영화이다. 제이미 케네디 등이 주연으로 출연하였고 에리카 허긴스 등이 제작에 참여하였다.

## 출연

### 주연
- 제이미 케네디
- 알란 커밍

### 조연
- 라이언 팰코너
- 밥 호스킨스
- 트레일러 하워드
- 벤 스타인
- 가브리엘 보샤

## 기타
- 공동제작: 스티븐 존스
- 조명: 구범석
- 미술: 레슬리 딜리
- 특수분장: 그레그 캐놈
- 의상: 메리 E. 보트
- 프로덕션 매니저: 박재우
- 배역: 크리스틴 킹